# أوين أ. ولس
أوين أ. ولس هو محامي وسياسي أمريكي، ولد في 4 فبراير 1844 في كاتسكيل في الولايات المتحدة، وتوفي في 29 يناير 1935 في فوند دو لاك في الولايات المتحدة. نشط حزبياً في الحزب الديمقراطي. وقد انتخب عضو مجلس النواب الأمريكي ‏.